# Listă de filme despre Războiul Rece
Aceasta este o listă de filme notabile despre Războiul Rece (1947–1989) prezentate în ordine cronologică după anul apariției.
(Vezi și Filme despre Războiul Rece)

## 1948-49
| An   | Țara          | Nume                          | Regizor            | Actori                                                    | Note / Ref.                                           |
| ---- | ------------- | ----------------------------- | ------------------ | --------------------------------------------------------- | ----------------------------------------------------- |
| 1948 | Statele Unite | The Iron Curtain              | William A. Wellman | Gene Tierney, Dana Andrews                                | După This Was My Choice de Igor Gouzenko              |
| 1949 | Regatul Unit  | Al treilea om (The Third Man) | Carol Reed         | Joseph Cotten, Alida Valli, Orson Welles și Trevor Howard | Pe baza unui roman omonim de Graham Greene            |
| 1949 | Statele Unite | The Red Danube                | George Sidney      | Walter Pidgeon                                            | Pe baza romanului Vespers in Vienna de Bruce Marshall |

## Anii 1950
| An   | Țara          | Nume                          | Regizor                                     | Actori                                                     | Note / Ref.                                                   |
| ---- | ------------- | ----------------------------- | ------------------------------------------- | ---------------------------------------------------------- | ------------------------------------------------------------- |
| 1950 | Statele Unite | The Big Lift                  | George Seaton                               | Montgomery Clift, Paul Douglas                             |                                                               |
| 1951 | Statele Unite | I Was a Communist for the FBI | Gordon Douglas                              | Philip Carey, Frank Lovejoy                                | după o povestire de Matt Cvetic                               |
| 1952 | Statele Unite | Assignment: Paris             | Robert Parrish & Phil Karlson (nemenționat) |                                                            | După o lucrare de Paul Gallico & Pauline Gallico              |
| 1953 | Statele Unite | The 49th Man                  | Fred F. Sears                               | John Ireland, Richard Denning                              |                                                               |
| 1957 | Statele Unite | 5 Steps to Danger             | Henry S. Kesler                             | Ruth Roman, Sterling Hayden                                | după un roman de Donald Hamilton                              |
| 1957 | Statele Unite | A Day Called X                | Harry Rasky                                 | Van Johnson, Martine Carol                                 | după un roman omonim de James Wellard                         |
| 1957 | Statele Unite | Action of the Tiger           | Terence Young                               | narator Glenn Ford                                         |                                                               |
| 1957 | Statele Unite | Spioni și iubiți (Jet Pilot)  | Josef von Sternberg                         | John Wayne, Janet Leigh                                    | produs de RKO Radio Pictures                                  |
| 1959 | Statele Unite | Ultimul țărm                  | Stanley Kramer                              | Gregory Peck, Ava Gardner, Fred Astaire și Anthony Perkins | film postapocaliptic pe baza unui roman omonim de Nevil Shute |

## Anii 1960
| An   | Țara                       | Nume                                                                     | Regizor                      | Actori                                                                       | Note / Ref. |
| ---- | -------------------------- | ------------------------------------------------------------------------ | ---------------------------- | ---------------------------------------------------------------------------- | --- |
| 1961 | România                    | S-a furat o bombă                                                        | Ion Popescu-Gopo             | Iurie Darie, Haralambie Boroș, Puiu Călinescu și Liliana Tomescu             | |
| 1962 | Statele Unite              | Candidatul manciurian                                                    | John Frankenheimer           | Frank Sinatra, Laurence Harvey, Janet Leigh și Angela Lansbury               | Pe baza unui roman omonim de Richard Condon                                                                                  |
| 1963 | Statele Unite              | Viața la înălțime (A Gathering of Eagles)                                | Delbert Mann                 | Rock Hudson, Rod Taylor                                                      | |
| 1963 | Statele Unite Regatul Unit | The Bedford Incident                                                     | James B. Harris              | Richard Widmark, Sidney Poitier                                              | |
| 1963 | Regatul Unit               | The Damned                                                               | Joseph Losey, Andrea Forzano | Oliver Reed, Nicholas Clay                                                   | film SF |
| 1964 | Statele Unite              | Seven Days in May                                                        | John Frankenheimer           | Burt Lancaster, Kirk Douglas, Fredric March și Ava Gardner                   | După un roman omonim de Fletcher Knebel & Charles W. Bailey II                                                               |
| 1964 | Statele Unite              | Decizie limită (Fail-Safe)                                               | Sidney Lumet                 | Walter Matthau, Henry Fonda, Dan O'Herlihy, Frank Overton și Larry Hagman    | SF. Despre evenimentele precursoare unui al treilea război mondial. După un roman omonim de Eugene Burdick și Harvey Wheeler |
| 1964 | Regatul Unit               | Dr. Strangelove or: How I Learned to Stop Worrying and Love the Bomb     | Stanley Kubrick              | Peter Sellers, George C. Scott, Sterling Hayden, Keenan Wynn și Slim Pickens | |
| 1965 |                            | The War Game                                                             |                              |                                                                              | |
| 1965 |                            | The Spy Who Came in from the Cold                                        |                              |                                                                              | |
| 1966 | Statele Unite              | Vin rușii, vin rușii! (The Russians Are Coming, the Russians Are Coming) | Norman Jewison               | Carl Reiner, Eva Marie Saint, Theodore Bikel, Jonathan Winters și Alan Arkin | După un roman de Nathaniel Benchley                                                                                          |
| 1967 |                            | China: The Roots of Madness                                              |                              |                                                                              | |
| 1967 |                            | Oamenii din umbră                                                        | Ken Russell                  | Michael Caine, Karl Malden, Ed Begley, Oscar Homolka, Françoise Dorléac      | După un roman de Len Deighton                                                                                                |
| 1968 |                            | Countdown                                                                | Robert Altman                | James Caan și Robert Duvall                                                  | După un roman de Hank Searls                                                                                                 |
| 1968 | Statele Unite              | Dark of the Sun                                                          | Jack Cardiff                 | Rod Taylor, Yvette Mimieux, Jim Brown, Peter Carsten                         | Despre Criza din Congo (1960–1966). După un roman de Wilbur Smith                                                            |
| 1968 | Statele Unite              | Ice Station Zebra                                                        | John Sturges                 |                                                                              | După un roman omonim de Alistair MacLean                                                                                     |
| 1968 | Statele Unite              | The Shoes of the Fisherman                                               | Michael Anderson             | Laurence Olivier, Anthony Quinn, John Gielgud și Oskar Werner                | După un roman omonim de Morris West                                                                                          |

## Anii 1970
| An   | Țara                                    | Nume                                                                    | Regizor         | Actori                                                       | Note / Ref.                                                                                    |
| ---- | --------------------------------------- | ----------------------------------------------------------------------- | --------------- | ------------------------------------------------------------ | ---------------------------------------------------------------------------------------------- |
| 1970 | Statele Unite                           | The Challenge                                                           | George McCowan  | Darren McGavin, Mako, Sam Elliott                            |                                                                                                |
| 1970 | Statele Unite                           | Scrisoare de la Kremlin (The Kremlin Letter)                            | John Huston     | Max von Sydow, Orson Welles                                  | După un roman omonim de Noel Behn                                                              |
| 1970 | Statele Unite                           | Colossus: The Forbin Project                                            | Joseph Sargent  | Eric Braeden, Susan Clark, Gordon Pinsent, William Schallert | După un roman de Dennis Feltham Jones                                                          |
| 1972 | Statele Unite                           | Skyjacked                                                               | John Guillermin | Charlton Heston, James Brolin, Yvette Mimieux                | După un roman de David Harper                                                                  |
| 1976 | RFG Regatul Unit Africa de Sud Rhodesia | Albino (The Night of the Askari; Death in the Sun sau Whispering Death) | Jürgen Goslar   | Christopher Lee, Trevor Howard                               | Despre Războiul Civil din Rhodesia. După romanul The Whispering Death de Daniel Carney         |
| 1976 | Statele Unite                           | Francis Gary Powers: The True Story of the U-2 Spy Incident             | Delbert Mann    | Lee Majors, Noah Beery Jr., Nehemiah Persoff                 | După o lucrare de Francis Gary Powers & Curt Gentry                                            |
| 1977 | Canada                                  | Duplessis                                                               | Mark Blandford  | Jean Lapointe, Gabriel Arcand                                | Serial TV despre Révolution tranquille din Canada. După o lucrare non-ficțiune de Conrad Black |
| 1977 |                                         | Telefon                                                                 | Don Siegel      | Charles Bronson                                              |                                                                                                |
| 1977 | RFG Statele Unite                       | Twilight's Last Gleaming                                                | Robert Aldrich  | Charles Durning, Burt Lancaster                              |                                                                                                |
| 1979 | Regatul Unit                            | A Game for Vultures                                                     | James Fargo     | Richard Harris                                               | Despre Războiul Civil din Rhodesia. După un roman de Michael Hartmann                          |

## Anii 1980
| An   | Țara          | Nume                        | Regizor                                         | Actori                                                                    | Note / Ref.                                     |
| ---- | ------------- | --------------------------- | ----------------------------------------------- | ------------------------------------------------------------------------- | ----------------------------------------------- |
| 1981 | Statele Unite | Flotila ucigașă             | Clint Eastwood                                  | Clint Eastwood, Freddie Jones, David Huffman, Warren Clarke, Ronald Lacey | După un roman omonim scris de Craig Thomas      |
| 1982 | Statele Unite | The Atomic Cafe             |                                                 |                                                                           |                                                 |
| 1983 | Statele Unite | Gorky Park                  | Michael Apted                                   |                                                                           | După un roman omonim scris de Martin Cruz Smith |
| 1983 | Statele Unite | WarGames                    |                                                 |                                                                           |                                                 |
| 1983 | Statele Unite | The Day After               |                                                 |                                                                           | (TV)                                            |
| 1984 | Islanda       | Atomic Station (Atómstöðin) | Þorsteinn Jónsson                               | Tinna Gunnlaugsdóttir, Gunnar Eyjólfsson                                  | După un roman de Halldór Laxness                |
| 1984 | Statele Unite | Red Dawn                    |                                                 |                                                                           |                                                 |
| 1984 | Regatul Unit  | Threads                     |                                                 |                                                                           | (TV)                                            |
| 1985 | Norvegia      | Orion's Belt (Orions belte) | Ola Solum & Tristan Cole (versiunea în engleză) | Helge Jordal, Sverre Anker Ousdal și Hans Ola Sørlie                      | după un roman omonim de Jon Michelet            |
| 1986 | Statele Unite | Top Gun                     | Tony Scott                                      | Tom Cruise, Kelly McGillis, Val Kilmer, Anthony Edwards și Tom Skerritt   |                                                 |
| 1987 |               | Cry Freedom                 |                                                 |                                                                           |                                                 |
| 1988 |               | Bulletproof                 |                                                 |                                                                           |                                                 |
| 1988 | Statele Unite | The Beast                   |                                                 |                                                                           |                                                 |
| 1989 | Statele Unite | The Hunt for Red October    |                                                 |                                                                           |                                                 |

## Anii 1990
| An   | Țara          | Nume                  | Regizor      | Actori                                                            | Note / Ref. |
| ---- | ------------- | --------------------- | ------------ | ----------------------------------------------------------------- | ----------- |
| 1990 | Statele Unite | By Dawn's Early Light | Jack Sholder | Powers Boothe, Rebecca De Mornay, James Earl Jones, Martin Landau | film HBO    |
| 1991 |               | Company Business      |              |                                                                   |             |
| 1994 | Statele Unite | Barcelona             |              |                                                                   |             |
| 1995 | Statele Unite | Crimson Tide          |              |                                                                   |             |
| 1997 |               | The Assignment        |              |                                                                   |             |
| 1999 | Statele Unite | Blast from the Past   |              |                                                                   |             |

## Anii 2000
| An   | Țara                                  | Nume | Regizor           | Actori                                                                                                | Note / Ref.                                                                         |
| ---- | ------------------------------------- | --- | ----------------- | --- | ----------------------------------------------------------------------------------- |
| 2000 | Statele Unite                         | Thirteen Days                                                                                             | Roger Donaldson   | Kevin Costner, Bruce Greenwood și Steven Culp                                                         | documentar; film-dramatic                                                           |
| 2000 | Statele Unite                         | Pericol nuclear (Fail Safe)                                                                               | Stephen Frears    | George Clooney, Richard Dreyfuss și Noah Wyle                                                         | (TV). După un roman omonim de Eugene Burdick și Harvey Wheeler                      |
| 2000 | Statele Unite Australia               | Ultimul țărm                                                                                              | Russell Mulcahy   | Armand Assante, Bryan Brown, Rachel Ward, Mark Pennell și Grant Bowler                                | După un roman omonim de Nevil Shute și pe baza scenariului filmului omonim din 1959 |
| 2001 | Statele Unite                         | Bișnițari în uniformă (Buffalo Soldiers)                                                                  | Gregor Jordan     | Joaquin Phoenix                                                                                       | După un roman omonim de Robert O'Connor                                             |
| 2002 | Statele Unite Regatul Unit Germania   | K-19: Submarinul ucigaș (K-19: The Widowmaker)                                                            | Kathryn Bigelow   | Harrison Ford, Liam Neeson                                                                            |                                                                                     |
| 2003 | Coreea de Sud                         | Silmido                                                                                                   | Woo-Suk Kang      | Sung-kee Ahn, Kyung-gu Sol                                                                            |                                                                                     |
| 2005 | Polonia Italia Franța Germania Canada | Karol, omul care a devenit Papă (Karol - Człowiek, który został Papieżem) (Karol, un uomo diventato Papa) | Giacomo Battiato  | Piotr Adamczyk, Malgosia Bela                                                                         | după un roman non-ficțiune de Gian Franco Svidercoschi                              |
| 2005 | Statele Unite                         | Traficantul de arme (Lord of War)                                                                         | Andrew Niccol     | Nicolas Cage, Bridget Moynahan, Ethan Hawke                                                           |                                                                                     |
| 2006 | Statele Unite                         | Misterele Berlinului (The Good German)                                                                    | Steven Soderbergh | Cate Blanchett, George Clooney                                                                        | După un roman omonim de Joseph Kanon                                                |
| 2008 | Statele Unite                         | Indiana Jones și regatul craniului de cristal (Indiana Jones and the Kingdom of the Crystal Skull)        | Steven Spielberg  | Harrison Ford, Shia LaBeouf, Cate Blanchett și Karen Allen                                            | SF, fantastic                                                                       |
| 2008 | Polonia                               | Mica Moscovă (Mała Moskwa)                                                                                | Waldemar Krzystek | Svetlana Hodcienkova, Weronika Książkiewicz                                                           |                                                                                     |
| 2009 | Statele Unite                         | Cei ce veghează (Watchmen)                                                                                | Zack Snyder       | Malin Åkerman, Jeffrey Dean Morgan, Jackie Earle Haley, Billy Crudup, Matthew Goode și Patrick Wilson | SF, fantastic; adaptare a benzilor desenate cu același nume                         |

## Anii 2010
| An   | Țara                | Nume                                                      | Regizor           | Actori                                                             | Note / Ref.                                                  |
| ---- | ------------------- | --------------------------------------------------------- | ----------------- | ------------------------------------------------------------------ | ------------------------------------------------------------ |
| 2010 | Statele Unite       | Shutter Island                                            | Martin Scorsese   | Leonardo DiCaprio, Ben Kingsley, Mark Ruffalo și Michelle Williams | Bazat pe romanul omonim din 2003 scris de Dennis Lehane      |
| 2011 | Regatul Unit Franța | Un spion care știa prea multe (Tinker Tailor Soldier Spy) | Tomas Alfredson   | Gary Oldman, Colin Firth                                           | După un roman omonim de John le Carré                        |
| 2012 | Statele Unite       | Contrabanda (Contraband)                                  | Baltasar Kormákur | Mark Wahlberg și Kate Beckinsale                                   | Bazat pe filmul Reykjavík-Rotterdam                          |
| 2017 | Statele Unite       | Atomic Blonde: Agenta sub acoperire                       | David Leitch      | Charlize Theron                                                    | Bazat pe romanul grafic The Coldest City de Antony Johnston. |